# Demokratische Partei des Sandžak
Die Demokratische Partei des Sandžak (bosnisch und serbisch: Sandžačka demokratska partija, SDP) ist eine politische Partei in Serbien.
Sie sieht sich als Interessenvertretung der in der Region Sandžak lebenden Bosniaken. Gegründet wurde die Partei 1995. Vorsitzender ist Rasim Ljajić, der amtierende Minister für Arbeit und Soziales. Bei den Parlamentswahlen 2008 erreichte die Partei als Teil der Koalition Für ein europäisches Serbien 38,75 % der Stimmen. Sie erhielt im Parlament vier Sitze.